# 大内隆雄
大内隆雄（1907年4月8日—1980年2月10日）是日本的翻译家、文学家。原名山口慎一，笔名失间恒耀、徐晃阳、大內高子等。

## 生平
1907年4月8日生于日本福冈县柳河（现柳川）。幼时来到中国东北长春。长春商业学校毕业后，考上东亚同文书院。那时，他和郁达夫、田汉认识。郁达夫〈公开状答日本山口〉的山口就是大内隆雄。1929年毕业，进满铁。同时，参加《满洲评论》，翻译左翼的政治经济论文（朱其华的论文等等），曾任東北映畫部文藝課長。但因为左翼嫌疑逮捕，被解雇。然后，开始用大内隆雄名的文艺活动，翻译东北文学的作品（古丁、爵青、小松、疑迟的等等）。他的著作《東北文學二十年》，部份由王文石譯為《東北文學20年》，1980年3月刊于《東北現代文學史料》第一輯。